# Akropolis-Turnier 2003
Die 17. Auflage des Akropolis-Basketball-Turniers 2003 fand zwischen dem 25. und 27. August 2003 in Athen statt. Da an der Olympiahalle angesichts der bevorstehenden Olympischen Spiele Modernisierungsarbeiten vorgenommen wurden, fanden die insgesamt sechs Spiele in der Sporthalle Glyfada im Süden Athens statt.
Neben der gastgebenden Griechischen Nationalmannschaft nahmen auch die Nationalmannschaften aus Slowenien und Polen teil. Das Teilnehmerfeld komplettierte die Nationalmannschaft aus Israel die erstmals am Turnier teilnahm.
Zu den Stars des Akropolis-Turniers 2003 gehörten neben den Griechen Dimitrios Diamantidis und Theodoros Papaloukas der Slowene Boštjan Nachbar.
Als MVP des Turniers wurde der Grieche Nikolaos Chatzivrettas ausgezeichnet.

## Begegnungen
| 25. August 2003 | Israel       | 78 - 84 | Slowenien |
| 25. August 2003 | Griechenland | 91 - 62 | Polen     |
| 26. August 2003 | Slowenien    | 86 - 69 | Polen     |
| 26. August 2003 | Griechenland | 73 - 54 | Israel    |
| 27. August 2003 | Israel       | 76 - 80 | Poland    |
| 27. August 2003 | Griechenland | 76 - 58 | Slowenien |

## Tabelle
| Rang | Land         | Punkte | Körbe   |
| ---- | ------------ | ------ | ------- |
| 1    | Griechenland | 6      | 240-174 |
| 2    | Slowenien    | 5      | 228-223 |
| 3    | Polen        | 4      | 211-253 |
| 4    | Israel       | 3      | 208-237 |